# París-Niça 1977
La París-Niça 1977 fou la 35a edició de la París-Niça. És un cursa ciclista que es va disputar entre el 10 i el 17 de març de 1977. La cursa fou guanyada pel belga Freddy Maertens, de l'equip Flandria-Velda, per davant de Gerrie Knetemann (TI-Raleigh) i Jean-Luc Vandenbroucke (Peugeot-Esso-Michelin). Freddy Maertens també s'emportà la classificació de la regularitat, Michel Laurent guanyà la muntanya i el conjunt Peugeot-Esso-Michelin la classificació per equips.
Darrera participació en la París-Niça de Raymond Poulidor i Eddy Merckx.
Per primer cop es fan controls antidopatge. El primer corredor a passar-los fou Poulidor a l'etapa de Draguinan. També els passaren Knetemann, Thevenet, Teirlinck i el líder Freddy Maertens.

## Participants
En aquesta edició de la París-Niça hi preneren part 140 corredors dividits en 14 equips: Flandria-Velda, TI-Raleigh, Peugeot-Esso-Michelin, Zonca-Santini, Frisol-Thiron-Gazelle, Carpentier-Splendor, Ebo-Superia, Kas-Campagnolo, IJsboerke-Colnago, Fiat France, Lejeune-BP, Gitane-Campagnolo, Miko-Mercier-Hutchinson i Polònia. La prova l'acabaren 82 corredors.

## Resultats de les etapes
| Etapes              | Data       | Recorregut                             | Km     | Vencedor d'etapa    | Líder de la general |
| ------------------- | ---------- | -------------------------------------- | ------ | ------------------- | ------------------- |
| Pròleg              | 10 de març | Aulnay-sous-Bois (CRI)                 | 6.5 km | Freddy Maertens     | Freddy Maertens     |
| 1a etapa, 1r sector | 11 de març | Provins-Auxerre                        | 120 km | Freddy Maertens     | Freddy Maertens     |
| 1a etapa, 2n sector | 11 de març | Noyers-sur-Serein-Nuits-Saint-Georges  | 71 km  | Freddy Maertens     | Freddy Maertens     |
| 2a etapa            | 12 de març | Saint-Trivier-sur-Moignans-Sant-Etiève | 147 km | Freddy Maertens     | Freddy Maertens     |
| 3a etapa            | 13 de març | Sant-Etiève-Romans                     | 195 km | Gerrie Knetemann    | Freddy Maertens     |
| 4a etapa            | 14 de març | Vaison-la-Romaine-Digne-les-Bains      | 211 km | Eddy Merckx         | Freddy Maertens     |
| 5a etapa, 1r sector | 15 de març | Digne-les-Bains-Plan-de-Campagne       | 147 km | Roy Schuiten        | Freddy Maertens     |
| 5a etapa, 2n sector | 15 de març | Plan-de-Campagne-Castellet             | 87 km  | Herman van Springel | Freddy Maertens     |
| 6a etapa, 1r sector | 16 de març | Le Lavandou-Draguignan                 | 114 km | Patrick Sercu       | Freddy Maertens     |
| 6a etapa, 2n sector | 16 de març | Col d'Ampus (CRI)                      | 7 km   | Gerrie Knetemann    | Freddy Maertens     |
| 7a etapa, 1r sector | 17 de març | Draguignan-Niça                        | 106 km | Patrick Sercu       | Freddy Maertens     |
| 7a etapa, 2n sector | 17 de març | Niça (CRI)                             | 8 km   | Freddy Maertens     | Freddy Maertens     |

## Etapes

### Pròleg
10-03-1977. Aulnay-sous-Bois, 6.5 km. CRI
|   | Ciclista        | Equip                 | Temps  |
| - | --------------- | --------------------- | ------ |
| 1 | Freddy Maertens | Flandria-Velda        | 7' 52" |
| 2 | Dietrich Thurau | TI-Raleigh            | + 2"   |
| 3 | Jan Raas        | Frisol-Thiron-Gazelle | + 8"   |

### 1a etapa, 1r sector
11-03-1977. Provins-Auxerre, 120 km.
|   | Ciclista        | Equip                 | Temps      |
| - | --------------- | --------------------- | ---------- |
| 1 | Freddy Maertens | Flandria-Velda        | 3h 41' 16" |
| 2 | Eric Leman      | Carpentier-Splendor   | m. t.      |
| 3 | Jan Raas        | Frisol-Thiron-Gazelle | m. t.      |

### 1a etapa, 2n sector
11-03-1977. Noyers-sur-Serein-Nuits-Saint-Georges, 71 km.
|   | Ciclista        | Equip                  | Temps      |
| - | --------------- | ---------------------- | ---------- |
| 1 | Freddy Maertens | Flandria-Velda         | 1h 45' 17" |
| 2 | Theo Smit       | Frisol-Thirion-Gazelle | m. t.      |
| 3 | Dirk Ongenae    | Ebo-Superia            | m. t.      |

### 2a etapa
12-03-1977. Saint-Trivier-sur-Moignans-Sant-Etiève 147 km.
L'equip Ebo-Superia abandona, ja que el seu camió de material erra la ciutat de sortida.
|   | Ciclista          | Equip                  | Temps      |
| - | ----------------- | ---------------------- | ---------- |
| 1 | Freddy Maertens   | Flandria-Velda         | 3h 42' 08" |
| 2 | Cees Priem        | Frisol-Thirion-Gazelle | m. t.      |
| 3 | Wilfried Wesemael | Frisol-Thirion-Gazelle | m. t.      |

### 3a etapa
13-03-1977. Sant-Etiève-Romans 195 km.
|   | Ciclista         | Equip             | Temps      |
| - | ---------------- | ----------------- | ---------- |
| 1 | Gerrie Knetemann | TI-Raleigh        | 4h 49' 26" |
| 2 | Domingo Perurena | Kas-Campagnolo    | m. t.      |
| 3 | Ludo Peeters     | IJsboerke-Colnago | + 4"       |

### 4a etapa
14-03-1977. Vaison-la-Romaine-Digne-les-Bains, 211 km.
|   | Ciclista        | Equip          | Temps      |
| - | --------------- | -------------- | ---------- |
| 1 | Eddy Merckx     | Fiat France    | 5h 10' 39" |
| 2 | Patrick Sercu   | Fiat France    | + 1"       |
| 3 | Freddy Maertens | Flandria-Velda | m. t.      |

### 5a etapa, 1r sector
15-03-1977. Digne-les-Bains-Plan-de-Campagne, 147 km.
Schuiten guanya l'etapa amb un avantatge d'11'16" després de 105 km. de fuga.
|   | Ciclista         | Equip             | Temps      |
| - | ---------------- | ----------------- | ---------- |
| 1 | Roy Schuiten     | Lejeune-BP        | 3h 33' 42" |
| 2 | Patrick Sercu    | Fiat France       | + 11' 16"  |
| 3 | Walter Godefroot | IJsboerke-Colnago | m. t.      |

### 5a etapa, 2n sector
15-03-1977. Plan-de-Campagne-Castellet, 87 km.
|   | Ciclista            | Equip                 | Temps      |
| - | ------------------- | --------------------- | ---------- |
| 1 | Herman van Springel | IJsboerke-Colnago     | 2h 10' 52" |
| 2 | Régis Ovion         | Peugeot-Esso-Michelin | m. t.      |
| 3 | Freddy Maertens     | Flandria-Velda        | + 1"       |

### 6a etapa, 1r sector
16-03-1977. Le Lavandou-Draguignan, 114 km.
|   | Ciclista        | Equip             | Temps      |
| - | --------------- | ----------------- | ---------- |
| 1 | Patrick Sercu   | Fiat France       | 2h 54' 43" |
| 2 | Willy Teirlinck | Gitane-Campagnolo | + 58"      |
| 3 | Freddy Maertens | Flandria-Velda    | + 1' 00"   |

### 6a etapa, 2n sector
16-03-1977. Col d'Ampus, 7 km. CRI
|   | Ciclista         | Equip                 | Temps   |
| - | ---------------- | --------------------- | ------- |
| 1 | Gerrie Knetemann | TI-Raleigh            | 15' 11" |
| 2 | Bernard Thevenet | Peugeot-Esso-Michelin | + 3"    |
| 3 | Freddy Maertens  | Flandria-Velda        | + 20"   |

### 7a etapa, 1r sector
17-03-1977. Draguignan-Niça, 106 km.
|   | Ciclista          | Equip                  | Temps      |
| - | ----------------- | ---------------------- | ---------- |
| 1 | Patrick Sercu     | Fiat France            | 2h 34' 53" |
| 2 | Freddy Maertens   | Flandria-Velda         | m. t.      |
| 3 | Wilfried Wesemael | Frisol-Thirion-Gazelle | m. t.      |

### 7a etapa, 2n sector
17-03-1977. Niça, 8 km. CRI
La tradicional cronoescalada al Coll d'Èze es canvia per una crono al Passeig dels Anglesos.
|   | Ciclista               | Equip                 | Temps   |
| - | ---------------------- | --------------------- | ------- |
| 1 | Freddy Maertens        | Flandria-Velda        | 10' 08" |
| 2 | Jean-Luc Vandenbroucke | Peogeot-Esso-Michelin | + 19"   |
| 3 | Gerrie Knetemann       | TI-Raleigh            | + 23"   |

## Classificacions finals

### Classificació general[1]
|   | Ciclista               | Equip                   | Temps       |
| - | ---------------------- | ----------------------- | ----------- |
| 1 | Freddy Maertens        | Flandria-Velda          | 31h 08' 32" |
| 2 | Gerrie Knetemann       | TI-Raleigh              | + 33"       |
| 3 | Jean-Luc Vandenbroucke | Peugeot-Esso-Michelin   | + 1' 25"    |
| 4 | Joseph Bruyere         | Fiat France             | + 1' 35"    |
| 5 | Bernard Hinault        | Gitane-Campagnolo       | + 1' 42"    |
| 6 | Raymond Poulidor       | Miko-Mercier-Hutchinson | + 1' 49"    |
| 7 | Dietrich Thurau        | Ti-Raleigh              | + 1' 56"    |
| 8 | Jan Raas               | Frisol-Thirion-Gazelle  | + 2' 03"    |
| 9 | Roland Salm            | Zonca-Santini           | + 2' 22"    |

## Evolució de les classificacions
| Etapa (Vencedor)                          | Classificació general |
| ----------------------------------------- | --------------------- |
| 0Pròleg (Freddy Maertens                  | Freddy Maertens       |
| 0Etapa 1, 1r sector (Freddy Maertens)     | Freddy Maertens       |
| 0Etapa 1, 2n sector (Freddy Maertens)     | Freddy Maertens       |
| 0Etapa 2 (Freddy Maertens)                | Freddy Maertens       |
| 0Etapa 3 (Gerrie Knetemann)               | Freddy Maertens       |
| 0Etapa 4 (Eddy Merckx)                    | Freddy Maertens       |
| 0Etapa 5, 1r sector (Roy Schuiten)        | Freddy Maertens       |
| 0Etapa 5, 2n sector (Herman van Springel) | Freddy Maertens       |
| 0Etapa 6, 1r sector (Patrick Sercu)       | Freddy Maertens       |
| 0Etapa 6, 2n sector (Gerrie Knetemann)    | Freddy Maertens       |
| 0Etapa 7, 1r sector (Patrick Sercu)       | Freddy Maertens       |
| 0Etapa 7, 2n sector (Freddy Maertens)     | Freddy Maertens       |